# A Forest
A Forest is een nummer van de Britse New wave band The Cure en is afkomstig van het tweede studioalbum Seventeen Seconds uit 1980. Op 28 maart dat jaar werd het nummer op single uitgebracht.
De muziek is geschreven door Robert Smith, Simon Gallup, Lawrence Tolhurst en Mathieu Hartley op tekst van Robert Smith. De plaat begint met een keyboard-intro met af en toe een gitaar erdoorheen. Vervolgens komen de drums (die nogal vreemd klinken omdat de geluidsband van de drums achterstevoren is afgespeeld). De tekst gaat over een ik-persoon die door een bos loopt, zoekend naar een meisje. Dit wordt niet gevonden en er wordt gesuggereerd dat het meisje er zelfs nooit was (the girl was never there) of dat de bezongen persoon in het bos is verdwaald (lost in a forest). De sfeer van de plaat is erg duister en grimmig. Dit was kenmerkend voor de New wave-muziek van eind jaren 70 en begin jaren 80. A Forest is een New Wave-klassieker geworden.
In 2005 maakte de dancegroep Ror-Shak een coverversie van de plaat.

## Hitlijstsuccessen
De plaat behaalde in thuisland het Verenigd Koninkrijk slechts de 31e positie in de UK Singles Chart, maar de plaat is uitgegroeid tot het meest bekende Cure-nummer. 
In Nederland werd de plaat veel gedraaid op Hilversum 3 en werd een radiohit in de destijds drie landelijke  hitlijsten op de nationale publieke popzender. De plaat bereikte de 31e positie in de Nederlandse Top 40, de 26e positie in de Nationale Hitparade en de 28e positie in de TROS Top 50. In de Europese hitlijst op Hilversum 3, de TROS Europarade, werd géén notering behaald. 
In België bereikte de plaat de 20e positie in de voorloper van de Vlaamse Ultratop 50 en de 16e positie in de Vlaamse Radio 2 Top 30. In Wallonië werd géén notering behaald.
Sinds de tweede editie in december 2000 staat de plaat onafgebroken genoteerd in de hoogste regionen van de jaarlijkse NPO Radio 2 Top 2000 van de Nederlandse publieke radiozender NPO Radio 2. In 2019 stond de plaat op de 4e positie in de toplijst van de jaren 80 op de eveneens Nederlandse publieke radiozender NPO Radio 5. Het is ook de enige plaat van de Britse groep welke in Vlaanderen altijd in de Tijdloze 100 van Studio Brussel staat, met een vierde plaats in 2022 als hoogste notering. In 2008 en 2009 stond de plaat op één in de New-Wavelijst van Studio Brussel.

## Hitnoteringen

### Nederlandse Top 40
| "A Forest" in de Nederlandse Top 40 - binnen: 30-08-1980 | "A Forest" in de Nederlandse Top 40 - binnen: 30-08-1980 | "A Forest" in de Nederlandse Top 40 - binnen: 30-08-1980 | "A Forest" in de Nederlandse Top 40 - binnen: 30-08-1980 | "A Forest" in de Nederlandse Top 40 - binnen: 30-08-1980 | "A Forest" in de Nederlandse Top 40 - binnen: 30-08-1980 |
| Week                                                     | 1                                                        | 2                                                        | 3                                                        | 4                                                        |                                                          |
| -------------------------------------------------------- | -------------------------------------------------------- | -------------------------------------------------------- | -------------------------------------------------------- | -------------------------------------------------------- | -------------------------------------------------------- |
| Nummer                                                   | 34                                                       | 31                                                       | 31                                                       | 40                                                       | uit                                                      |

### Nationale Hitparade
Hitnotering: 23-08-1980 t/m 27-09-1980. Hoogste notering: #26 (1 week).

### TROS Top 50
Hitnotering: 07-08-1980 t/m 18-09-1980. Hoogste notering: #28 (1 week).

### NPO Radio 2 Top 2000
| Nummer met noteringen in de NPO Radio 2 Top 2000 | '00 | '01 | '02 | '03 | '04 | '05 | '06 | '07 | '08 | '09 | '10 | '11 | '12 | '13 | '14 | '15 | '16 | '17 | '18 | '19 | '20 | '21 | '22 | '23 | '24 |
| ------------------------------------------------ | --- | --- | --- | --- | --- | --- | --- | --- | --- | --- | --- | --- | --- | --- | --- | --- | --- | --- | --- | --- | --- | --- | --- | --- | --- |
| A Forest                                         | 44  | 82  | 67  | 61  | 62  | 87  | 85  | 71  | 71  | 68  | 69  | 76  | 42  | 50  | 49  | 41  | 40  | 42  | 71  | 44  | 39  | 40  | 36  | 30  | 22  |

1. ↑  Een vetgedrukt getal geeft de hoogste notering aan.
2. ↑  2000 was het eerste jaar met een notering voor dit nummer.